# Franco Vannini
Franco Vannini (San Giovanni Valdarno, 7 ottobre 1947) è un ex calciatore e allenatore di calcio italiano, di ruolo centrocampista.

## Caratteristiche tecniche

### Giocatore
Centrocampista dalle spiccate doti offensive, si espresse al meglio nel ruolo di mezzala. Soprannominato il Condor, grazie alla sua duttilità fu impiegato con profitto sia a ridosso dell'area di rigore, nel caso vi fosse l'occorrenza di tenere la squadra maggiormente coperta, sia in posizione più avanzata, affinché il giocatore potesse meglio inserirsi a rete nonché sfruttare sottoporta la sua altezza.

## Carriera

### Giocatore

Vannini in azione al Como nel 1974, sotto lo sguardo del varesino Valmassoi.

Cresciuto nell'Arezzo, con il quale debutta in Serie B nella stagione 1966-1967, passa poi all'Entella dove disputa un campionato di Serie C. Torna quindi tra i cadetti grazie al Como con cui rimane, esclusa una parentesi al Foggia, fino al 1974. Nell'estate di quell'anno venne acquistato dal Perugia di Ilario Castagner.
In Umbria diventa immediatamente il fulcro della squadra, centrando al primo tentativo una storica promozione in Serie A. Nella stagione successiva segna il primo gol assoluto dei grifoni in massima categoria, nella sfida casalinga contro la Lazio (2-0) del 19 ottobre 1975, che valse anche la prima vittoria biancorossa in A. Nell'annata 1976-1977 realizza poi in maglia perugina il record personale di marcature in massima serie, andando a rete in 9 occasioni.
Gioca a Perugia per cinque anni, fino alla stagione 1978-1979, quando la cosiddetta squadra dei miracoli ottiene il miglior risultato della sua storia in Serie A. La rampante "provinciale" biancorossa arrivò infatti quell'anno a lottare per lo scudetto, concludendo il campionato al secondo posto, alle spalle del Milan, nonché da imbattuta – un primato fino ad allora mai raggiunto da alcun club nei campionati a girone unico.
Tuttavia fu proprio durante quel torneo che il centrocampista rimase vittima di un grave infortunio, nella sfida interna contro l'Inter (2-2) del 4 febbraio 1979, che porrà fine alla sua carriera: un fallo del difensore nerazzurro Adriano Fedele, commesso a gioco fermo pochi istanti dopo che Vannini aveva dimezzato il momentaneo doppio svantaggio degli umbri, gli provocò una doppia frattura a tibia e perone e un conseguente stop che privò i grifoni di uno dei loro leader nella corsa tricolore.
A causa dei postumi dell'infortunio, e nonostante numerosi tentativi di rientro, il giocatore non riuscì più a scendere in campo in incontri ufficiali (pur essendo inserito nella rosa biancorossa fino alla stagione 1980-1981) e dovette chiudere anzitempo l'attività agonistica, a poco più di trentuno anni. In carriera ha totalizzato complessivamente 98 presenze e 22 reti in Serie A, e 162 presenze e 23 reti in Serie B.

### Allenatore
Al termine dell'attività di giocatore intraprese quella di allenatore, guidando varie formazioni di Serie C1 e C2 fra cui Cangi, Jesina, Monopoli, Teramo, Fidelis Andria, Salernitana, Catania, Cremapergo, Pisa e Giarre. Ha seguito anche la Nazionale Italiana Pugili Calcio, ed è stato responsabile della scuola calcio del Perugia, di cui è oggi testimonial.

## Palmarès

### Giocatore

#### Competizioni nazionali
- Campionato italiano di Serie B: 1

Perugia: 1974-1975

#### Competizioni internazionali
- Coppa Piano Karl Rappan: 1

Perugia: 1978